# Ислам и гомосексуальность
Гомосексуальные отношения в исламе, по мнению большинства мусульманских богословов, являются запретными (харам) с отсылкой к коранической притче о народе Лута (Содом и Гоморра), а также хадисам (преданиям), повествующих о словах Мухаммада о наказании в виде смертной казни за гомосексуальные отношения (араб. لِوَاط‎ лива̄т̣).

## Коран и сунна

### В Коране

#### Легенда о Луте
В Коране и упоминается история о пророке Луте (Лоте по Библии), который спас ряд жителей Садума (Содома по Библии) от уничтожения «гневом Божьим». В суре Худ эта история описывается так:

Когда Наши посланцы явились к Луту (Лоту), он огорчился из-за них, почувствовал себя стесненным и сказал: «Это тяжкий день». ۝ К нему сбежались его соплеменники, которые уже давно совершали преступления. Он сказал: «О мой народ! Вот мои дочери. Они для вас чище. Побойтесь Аллаха и не позорьте меня перед моими гостями. Неужели среди вас нет благоразумного мужчины?» ۝ Они сказали: «Ты знаешь, что нам не нужны твои дочери. Тебе известно, чего мы хотим». ۝ Он сказал: «Если бы у меня была сила, чтобы одолеть вас! Если бы у меня была мощная опора!» ۝ Они сказали: «О Лут (Лот)! Мы — посланцы твоего Господа, и они не причинят тебе зла. Отправляйся в путь вместе со своей семьёй среди ночи, и пусть никто из вас не оглядывается. И только твою жену поразит то, что поразит остальных. Их срок выйдет утром. Разве утро не близко?»

Оригинальный текст (ар.)وَلَمَّا جَاءَتْ رُسُلُنَا لُوطًا سِيءَ بِهِمْ وَضَاقَ بِهِمْ ذَرْعًا وَقَالَ هَٰذَا يَوْمٌ عَصِيبٌ ۝ وَجَاءَهُ قَوْمُهُ يُهْرَعُونَ إِلَيْهِ وَمِنْ قَبْلُ كَانُوا يَعْمَلُونَ السَّيِّئَاتِ ۚ قَالَ يَا قَوْمِ هَٰؤُلَاءِ بَنَاتِي هُنَّ أَطْهَرُ لَكُمْ ۖ فَاتَّقُوا اللَّهَ وَلَا تُخْزُونِ فِي ضَيْفِي ۖ أَلَيْسَ مِنْكُمْ رَجُلٌ رَشِيدٌ ۝ قَالُوا لَقَدْ عَلِمْتَ مَا لَنَا فِي بَنَاتِكَ مِنْ حَقٍّ وَإِنَّكَ لَتَعْلَمُ مَا نُرِيدُ ۝ قَالَ لَوْ أَنَّ لِي بِكُمْ قُوَّةً أَوْ آوِي إِلَىٰ رُكْنٍ شَدِيدٍ ۝ قَالُوا يَا لُوطُ إِنَّا رُسُلُ رَبِّكَ لَنْ يَصِلُوا إِلَيْكَ ۖ فَأَسْرِ بِأَهْلِكَ بِقِطْعٍ مِنَ اللَّيْلِ وَلَا يَلْتَفِتْ مِنْكُمْ أَحَدٌ إِلَّا امْرَأَتَكَ ۖ إِنَّهُ مُصِيبُهَا مَا أَصَابَهُمْ ۚ إِنَّ مَوْعِدَهُمُ الصُّبْحُ ۚ أَلَيْسَ الصُّبْحُ بِقَرِيبٍ—  11:77—81 (Кулиев)
Традиционно, легенда об уничтожении города Содума воспринималась мусульманскими теологами как предостережение против гомосексуального поведения. Однако, некоторые мусульманские богословы интерпретировали этот отрывок иначе. Например, по мнению андалусского теолога Ибн Хазма (994—1064), уничтожение города было наказанием не за мужеложство, а за игнорирования божьего посланника, Лута, а также, попытку изнасиловать его гостей, ангелов. Сам он выступал за более мягкие, дисциплинарные наказания уличенных в мужеложстве — не более 10 сечений плетью и изоляция их от правоверных мусульман на неопределённый срок.

#### Слуги-юноши в раю
В некоторых аятах Корана, описывающих райский сад, наряду с гуриями (райскими девами, которые становятся супругами праведников) упоминаются слуги-юноши.
В сурах Аль-Вакиа, Ат-Тур, Аль-Инсан упоминаются «вечно юные отроки», которые будут прислуживать праведникам в раю. Традиционно, эти аяты не воспринимались как аллюзия на обещание возможных гомосексуальных контактов в раю. Однако, в среде ханафитских правоведов была дискуссия о том, что гомосексуальные отношения, как и вино, могут быть удовольствием, запрещенным в этом мире, но разрешенными мужчинам после смерти. Такая точка зрения была отвергнута и осталась маргинальной.

### В хадисах
Так как в Коране гомосексуальные отношения практически не упоминались напрямую, исламские правоведы были вынуждены обращаться к хадисам (преданиях о словах и действиях Мухаммеда).
В сборниках хадисов «Сахих аль-Бухари» и «Сахих Муслим», которые считаются мусульманами наиболее авторитетными, гомосексуальность не упоминается вообще. Зато осуждение гомосексуального поведения есть во многих других авторитетных сборниках. Например, следующий хадис в похожих формулировках содержится в сборниках хадисов Сунан Абу Дауда, Джами ат-Тирмизи, Сунан ибн Маджа:

Ибн Аббас, да будет доволен Аллах им и его отцом, передаёт, что Посланник Аллаха, мир ему и благословение Аллаха, сказал: «Если вы застали кого-то за совершением деяния народа Лута, убейте и его, и того, с кем он это делает». Оригинальный текст (ар.)عَنِ ابْنِ عَبَّاسٍ قَالَ: قَالَ رَسُولُ اللَّهِ صَلَّى اللَّهُ عَلَيْهِ وَسَلَّمَ: مَنْ وَجَدْتُمُوهُ يَعْمَلُ عَمَلَ قَوْمِ لُوطٍ فَاقْتُلُوا الْفَاعِلَ وَالْمَفْعُولَ بِهِ.

## История
Взгляды на гомосексуальность никогда не были универсальными во всем исламском мире. Они значительно отличались в зависимости от времени, государства и социального происхождения.

### В средневековье
В период раннего ислама отношение к однополой любви (араб. مثلية جنسية‎ мис̱лийя джинсийя) было отрицательным, что отображено в Коране. Как считает швейцарский востоковед Адам Мец, мнения мусульманских правоведов по поводу наказания за гомосексуальный акт расходились. Большинство правоведов в X веке относили наказание за мужеложство к категории тазир, которое может варьироваться в самых широких пределах, а не хадд, за которые полагается чётко установленное шариатом наказание.
Тем не менее, в ранней исламской литературе широкое развитие развитие получила арабская гомоэротическая поэзия. Множество стихов о любви к мужчинам и мальчикам, например, оставил один из известнейших поэтов «Золотого века» Аббасидов Абу Нувас. Внезапное появление в литературе гомоэротизма заметил писатель и литературный критик Аль-Джахиз (775—868), объяснив его тем, что якобы во время третьей фитны солдаты Аббасидов отвыкли от жен и привыкли утешаться пажами-мальчиками.

Хотя законодательно гомосексуальные акты были под запретом и богословы считали гомосексуальные акты тяжелым грехом, запреты на гомосексуальные контакты соблюдались не всегда.  Например, Махмуд Газни (971—1030), эмир Газневидского государства, согласно литературным персидским источникам, имел гомосексуальные отношения со своим рабом-виночерпием из Грузии Маликом Аязом, который дослужился до генерала армии и губернатора Лахора. Мехмед Завоеватель (1432—1481) после захвата Константинополя потребовал от помилованного византийского чиновника Луки Нотары предоставить 14-летнего сына Якова в гарем. Когда Нотара отказался, султан приказал его обезглавить. Иранский шах Аббас (1588—1629) имел пристрастие к вину и праздникам, а также к привлекательным пажам. Миниатюра Мухаммада Касима (ок. 1575—1659) в Лувре изображает с шаха, развлекающегося с мальчиком-виночерпием.

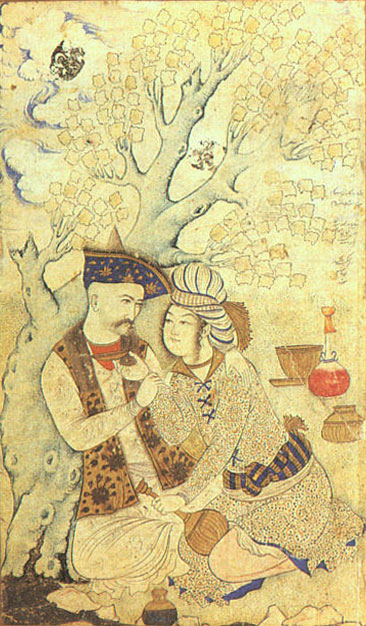
Иранский шах Аббас соблазняет пажа (1627 г.), персидская миниатюра Мухаммеда Касима в Лувре

К проявлениям гомосексуальности на протяжении большей части правления мусульман в Иберии чрезвычайно спокойно относилась политическая элита Аль-Андалуса. Правители Кордовы Абд ар-Рахман III, Аль-Хакам II и Хишам II открыто содержали мужские гаремы, а эмир Гранады Бадис ибн Хаббус открыто писал о посещении мужчин-проституток, отмечая, что те взымали большую плату, чем проститутки-женщины.

### В Новое время
В XVIII и XIX веках, произошел подъем исламского фундаментализма, в первую очередь ваххабизма, который призывал к чрезвычайно строгому соблюдению хадисов. В 1744 году Мухаммад бин Сауд, племенной правитель города Дирия, поддержал богослова Мухаммада ибн Абд аль-Ваххаба в намерении создать государство, управляемое в соответствии с ранними исламскими принципами. В течение следующих семидесяти лет, вплоть до распада Первого государства саудитов в 1818 году, ваххабиты господствовали в значительной части арабского полуострова, а также, Ирака и Сирии. Гомосексуальные контакты, на которые в Османской империи смотрели сквозь пальцы, стали считаться серьезным преступлением, а признанных виновными сбрасывали с вершин минаретов.

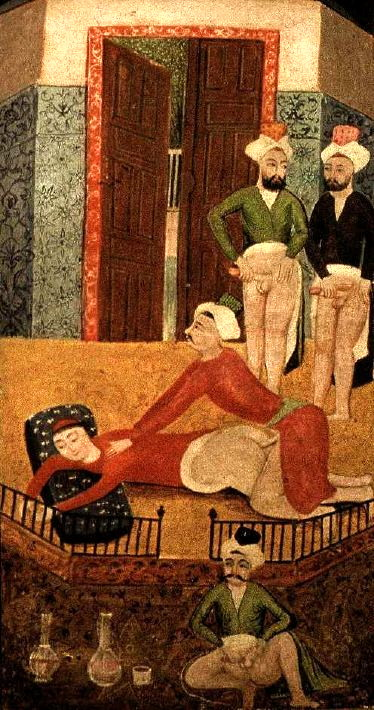
Османская иллюстрация, изображающая молодого мальчика, использующегося для группового секса (из коллекции «Савакуб аль-Манакиб»), 19 век.

В 1858 году реформы Танзимата в Османской империи аннулировали законы о мужеложстве, фактически декриминализовав гомосексуальные контакты, а в Турции, где 99,8 % населения официально зарегистрированы как мусульмане, гомосексуальные акты никогда не были криминализированы со дня её основания в 1923 году.
В 1860 году в Британской Индии был издан Уголовный кодекс, статья 377 которого назначала наказания за гомосексуальные контакты в виде штрафов и тюремного заключения, вплоть до пожизненного. Индия декриминализовала гомосексуальные контакты только в 2018 году, а в преимущественно мусульманских Пакистане и Бангладеш современные законы против гомосексуальности наследуют британскому колониальному законодательству XIX века в большей степени, чем шариату.
Тем не менее, некоторых частях Ближнего Востока, в XIX и начале XX веках гомосексуальные контакты всё ещё считались относительно обычным явлением, отчасти из-за широко распространенной сегрегации общества на мужчин и женщин. Западная богема воспринимала Ближний Восток, как более свободное пространство для гомосексуальных контактов, чем Европа. Например, французский писатель Гюстав Флобер в письме своему другу Луи Буйе от 15 января 1850 года отмечал, что «мужская содомия» принята в Египте, что о ней открыто говорят и за столом, и в отелях. Прозаик Жан Жене описывал свой гомосексуальный роман с 16-летним парикмахером в подмандатной Сирии, куда он попал в составе Иностранного легиона в 1928 году. Жене впечатлило спокойной отношение сирийцев к его роману.

### В современности
Среди современных государств, предусматривающих смертную казнь за гомосексуальные отношения, все, кроме Уганды, являются мусульманскими. Смертная казнь за гомосексуальную активность применяется в Брунее, Иране, Саудовской Аравии, Йемене, Мавритании, ОАЭ, Сомали, а также, непризнанным правительством талибов в Афганистане и в северных провинциях Нигерии. Это наказание разрешено законом, но не применяется в Катаре и Пакистане. Менее суровые наказания применяются в Ираке, Алжире, Бангладеш, Чаде, Марокко, Малайзии, Мальдивах, Омане, Пакистане, Катаре, Сирии, Тунисе, Кувейте (только к мужчинам), Туркменистане (только к мужчинам), Узбекистане (только к мужчинам) и индонезийской провинции Ачех.
Тем не менее, в значительной части мусульманских стран за однополые сексуальные отношения наказаний не предусмотрено. Гомосексуальные контакты легальны в Албании, Азербайджане, Бахрейне, Боснии и Герцеговине, Буркина-Фасо, Джибути, Гвинее-Бисау, Иордании, Казахстане, Кыргызстане, Мали, Нигере, Таджикистане, Турции, Индонезии (кроме провинции Ачех), а также, в частично признанных Косово, Западном берегу реки Иордан (Государстве Палестина) и Турецкой Республике Северного Кипра.  В Египте ситуация двоякая. Хотя гомосексуальные контакты не запрещены, практически любое публичное проявление гомосексуальности подпадает под статьи о нарушении общественной морали, за который может предусматриваться длительный тюремный срок.
В Стамбуле 2003 году прошёл первый гей-парад. Он ежегодно собирал от несколько тысяч в первые годы до сотни тысяч участников в 2014 год. Однако, с 2015 года стамбульские власти не дают разрешение на его проведение и разгоняют собравшихся.
Французский департамент Майотта, расположенный в Мозамбикском проливе и где большинство населения составляют мусульмане, легализовал однополые браки в 2013 году, вместе с прочими территориями Франции. В странах, где гомосексуальные браки разрешены, браки между мусульманами одного пола редки, но происходят.

## Различия в правовых школах
В ханбалитском и маликитском мазхабах гомосексуальные отношения квалифицируются как грех прелюбодеяния, за что предусмотрено применение исключительной меры наказания — смертной казни через забивание камнями, вне зависимости от семейного положения. В шафиитском мазхабе наказание за гомосексуальные отношения зависит от семейного статуса нарушителя: в случае, если лицо, совершившее гомосексуальный акт, находилось в браке, ему грозит смерть путём публичного побиения камнями; если же индивид не был в браке, то предусмотрено наказание в виде избиения палками и ссылки. В ханафитском мазхабе гомосексуальные отношения не рассматриваются как прелюбодеяние, а рассматриваются как особое преступление, за которое также предусмотрены суровые наказания.

## Гомосексуальная ориентация
В исламе отсутствует целостная концепция гомосексуальности, включающая в себя не только мужеложство, но и платонические отношения. Гомосексуальность обычно рассматривается в виде отдельных её проявлений. Прежде всего безусловно запретным в исламе является анальный секс, независимо от того, какую природу он имеет — гомо- или гетеросексуальную.

## Наказание за гомосексуальный акт
Доказанные гомосексуальные акты (мужеложество) влекут за собой уголовное наказание, согласно шариату равное наказанию за прелюбодеяние (зина). Если совершающие гомосексуальные акты люди избегут наказания, согласно исламскому учению, они понесут наказание от Аллаха. Имамы Малик, аш-Шафии и Ахмад придерживались именно этого мнения. То есть необходимо наличие четырёх благочестивых мужчин (см. Св. Коран, 24:13), которые засвидетельствуют, что видели процесс проникновения гениталий воочию. Если они подтвердят это, то совершивший подвергается смертной казни через забивание камнями (раджм). В случае появления у судей даже незначительных, но обоснованных сомнений, казнь и уголовное преследование отменяются. Если для суда лживость свидетелей и клевета станет очевидной, то последние подвергаются публичному наказанию.

## Восприятие гомосексуальности

### В мусульманских странах
В 2013 году Исследовательский центр Пью провел обширное исследование по восприятию гомосексуальности в различных странах. Опрошенные преимущественно мусульманских государств, в среднем, менее доброжелательно относились к гомосексуальным людям, чем по миру. Также, в отличие от государств Европы (включая Россию), Северной и Южной Америки, в мусульманских странах молодые опрошенные не обязательно относилась лучше к гомосексуальным людям, чем опрошенные старших поколений.
| Страна                                                                            | 18 – 29 | 30 – 49 | Старше 50 |
| --------------------------------------------------------------------------------- | ------- | ------- | --------- |
| Процент опрошенных, считающих, что гомосексуальность должна приниматься обществом |         |         |           |
| Ливан                                                                             | 27      | 17      | 10        |
| Египет                                                                            | 3       | 2       | 4         |
| Иордания                                                                          | 5       | 1       | 1         |
| Турция                                                                            | 9       | 7       | 10        |
| Малайзия                                                                          | 7       | 10      | 11        |
| Сенегал                                                                           | 5       | 2       | 2         |
| Пакистан                                                                          | 2       | 2       | 2         |
| Индонезия                                                                         | 4       | 2       | 3         |
| Тунис                                                                             | 3       | 2       | 1         |
| Палестина (частично признанное государство)                                       | 5       | 3       | -         |

Согласно опросу исследовательской организации «Арабский барометр», проведенному в 2019 году, в арабских странах восприятие гомосексуальности негативное, несмотря на уменьшение роли религии в обществе. Доля населения, считающая что обществу стоит принимать гомосексуальность, сравнима с долей, поддерживающей практику убийств чести.
| Страна   | Доля опрошенных, считающих, что гомосексуальность должна приниматься обществом |
| -------- | ------------------------------------------------------------------------------ |
| Aлжир    | 26%                                                                            |
| Морокко  | 19%                                                                            |
| Судан    | 17%                                                                            |
| Иордания | 7%                                                                             |
| Тунис    | 7%                                                                             |

### В немусульманских странах
Согласно опросу 2016 году, 36 % канадских мусульман считают, что, гомосексуальность должна приниматься обществом.
Американские мусульмане, из-за влияния на них американской культуры и направления общественной мысли, становятся благосклоннее относиться к гомосексуальности. Так, в опросе 2007 года, только — 27 % американских мусульман, считали, что гомосексуальность должна приниматься обществом, в 2011 году этот показатель вырос до 39 %, а в июле 2017 года составил уже 52 %, что соответствует уровню принятия американских протестантов 2016 года
Согласно опросам 2015 и 2017 годов, более 60 % мусульман Германии, поддержали однополые браки.
В Израиле отношение к гомосексуальности является одним из разделительных факторов между мусульманской и иудейской частями населения. При этом 53 % иудеев считают, что общество должно принимать гомосексуальность, тогда как среди мусульман Израиля этот показатель составляет лишь 17 %.

## В либеральном исламе
Некоторые последователи либеральных движений в исламе выступают за пересмотр традиционных представлений и отстаивают современное прочтение Корана, включая отношение к гомосексуальности. Они считают, что гомосексуальность не должна рассматриваться в качестве греха, выступают против юридического преследования гомосексуалов, а также за их дестигматизацию в исламской хамартиологии и в обществе в целом. Согласно их представлениям, возможно быть истинными мусульманами и в то же время оставаться геями или лесбиянками.
Существуют организации, отстаивающие такие точки зрения, к примеру: международная организация «Аль-Фатиха», английская «Имаам», американская «Мусульмане за прогрессивные ценности» (Muslims for Progressive Values; организация, образованная после раскола её предшественницы — «Прогрессивного исламского союза»), «Мусульманский канадский конгресс» (организация, известная выступлениями в поддержку легализации однополых браков в Канаде).
Нур Варсаме был защитником мусульман ЛГБТQ. Он основал группу поддержки Мархаба для гомосексуальных мусульман в Мельбурне, Австралия. В мае 2016 года, Варсагер объявил, что он гомосексуал в интервью каналу SBS2’S The Feed, став первым открытым имамом геем Австралии.
Проект Сафра для женщин базируется в Великобритании, поддерживает и работает над проблемами, связанными с ЛГБТQ женщинами мусульманками. Она была основана в октябре 2001 года мусульманскими женщинами из ЛГБТ-сообщества: «Дух проекта Сафра — это дух инклюзивности и разнообразия». Инициатива Инклюзивной Мечети, основанная 2012 году в Великобритании, — общественная активистская организация, которая, работает над «созданием места поклонения для продвижения и практики инклюзивного ислама».
Имам Даайи Абдулла, один из первых открытых гомосексуальных имамов США, утверждает, что существующий взгляд на гомосексуальность среди мусульман основан на традиции, а не на толковании Священных Писаний. В 2011 году Абдулла создал мечеть ЛГБТQ+, известную как мечеть «Свет Реформы», чтобы, обеспечить членов сообщества ЛГБТQ+ свадебными церемониями. Абдулла открыл Институт Мекки, в попытке открыть по меньшей мере 50 мечетей, дружественных ЛГБТQ+ к 2030 году.
Альянс мусульман за сексуальное и гендерное разнообразие начал свою деятельность 23 января 2013 года в Соединенных Штатах. Он поддерживает, расширяет возможности и объединяет ЛГБТQ мусульман. Она направлена на «повышение признания гендерного и сексуального разнообразия в мусульманских общинах».
Мусульмане за Прогрессивные Ценности (MПЦ) — это, базирующаяся в Соединенных Штатах и Малайзии, «основанная на вере, массовая правозащитная организация, которая, воплощает и защищает традиционные коранические ценности социальной справедливости и равенства для всех в 21 веке». MПЦ записала «серию лекций, направленных на устранение религиозного оправдания гомофобии в мусульманских общинах». Лекции можно посмотреть на «Серии лекций MПЦ».

Первый американский мусульманин в Конгрессе США Кит Эллисон заявил в 2010 году, что любая дискриминация в отношении ЛГБТ является неправильной. Далее он выразил поддержку однополым бракам, заявив:
«Я считаю, что право жениться на ком-то, кто вам нравится, настолько фундаментально, что оно не должно подлежать всеобщему одобрению так же, как мы не должны голосовать за то, следует ли разрешать чернокожим сидеть в передней части автобуса.» 